# Hemiphlebium reptans
Hemiphlebium reptans là một loài dương xỉ trong họ Hymenophyllaceae. Loài này được Sw. C. Presl mô tả khoa học đầu tiên năm 1848.
Danh pháp khoa học của loài này chưa được làm sáng tỏ. 